# Hunter Doohan
Hunter Doohan (Fort Smith, Arkansas, 18 de enero de 1994) es un actor, director y guionista  estadounidense. Conocido por sus papeles en las series de televisión Truth Be Told (2019), Your Honor (2020), Wednesday (2022) y Daredevil: Born Again (2025).

## Biografía
Doohan creció «en todo el sur», pero principalmente en Fort Smith, Arkansas. Se interesó en la actuación a través de programas de teatro comunitario y de la escuela secundaria; después de terminar sus estudios en la escuela secundaria, tomó una pasantía en Elizabeth Barnes Casting en Los Ángeles antes de trabajar en una amplia variedad de trabajos diarios que incluyen extra, camarero y guía turístico de Universal Studios mientras estudiaba actuación y audicionaba para papeles en el cine y la televisión.
En los primeros años de su carrera participó en numerosos cortometrajes, escribiendo los guiones de tres de ellos, It's Supposed to be Healthy, After You've Gone y Far from the Tree, y dirigiendo un par de ellos, el ya mencionado Far from the Tree (2017), en la que es actor, escritor y director. Luego participó en un episodio de la serie de televisión Coffee House Chronicles de 2015, interpretando el personaje de Owen, que luego repitió en la película del mismo nombre en 2016 basada en la serie.
El papel decisivo de Doohan fue interpretar la versión más joven del personaje de Aaron Paul, Warren Cave, en la primera temporada de la serie de Apple TV+ de 2019 Truth Be Told. Entre 2020 y 2021, apareció con un papel principal en la serie de drama legal Your Honor, interpretando a Adam Desiato. En 2022, se unió al elenco de la serie de televisión  Wednesday de Netflix, donde interpretó a Tyler Galpin, el hijo del sheriff.

## Vida personal
Doohan es hijo del tenista australiano Peter Doohan y, desde junio de 2022, está casado con el productor Fielder Jewett.

## Filmografía

### Televisión
| Año           | Título                  | Papel                     | Notas                          |
| ------------- | ----------------------- | ------------------------- | ------------------------------ |
| 2015          | Coffee House Chronicles | Owen                      | Episodio: «Jail Bait»          |
| 2015          | The Other Client List   | Tyler                     | Episodio: «Responsible Bianca» |
| 2018          | Westworld               | Explorador confederado    | Episodio: «Virtù e Fortuna»    |
| 2019          | Schooled                | Tyler                     | Episodio: «Be Like Mike»       |
| 2019          | What/If                 | Tyler                     | Episodio: «What Ghosts»        |
| 2019-2020     | Truth Be Told           | Warren Cave (adolescente) | 8 episodios                    |
| 2020-2021     | Your Honor              | Adam Desiato              | 10 episodios                   |
| 2022-presente | Wednesday               | Tyler Galpin / Hyde       | Papel principal; 8 episodios   |
| 2025          | Daredevil: Born Again   | Bastian Cooper / Muse     | Papel recurrente; 5 episodios  |

### Películas
| Año  | Título                             | Papel                       | Notas        |
| ---- | ---------------------------------- | --------------------------- | ------------ |
| 2015 | It's Supposed to be Healthy        | Josh                        | Cortometraje |
| 2016 | After You've Gone                  | Craig                       | Cortometraje |
| 2016 | Coffee House Chronicles: The Movie | Owen                        |              |
| 2016 | Mosh Opera                         | Robbie                      | Cortometraje |
| 2017 | Far from the Tree                  | Actor, guionista y director | Cortometraje |
| 2018 | Soundwave                          | Ben Boyles                  |              |
| 2018 | Dirty Bomb                         | Robert                      | Cortometraje |
| 2019 | Where We Disappear                 | Iván                        |              |
| 2021 | Last Patrol on Okinawa             | Pvt Jimmy Fish Morris       | Cortometraje |
| 2022 | Ringing Rocks                      | Anson                       | Cortometraje |
| 2023 | Free Bench Must Pick Up Today      | George                      | Cortometraje |
| 2026 | Evil Dead Burn                     | —                           | Filmándose   |